# 서울 지하철 5호선 김포공항역 사망 사고
서울 지하철 5호선 김포공항역 사망 사고(-地事故)는 서울 지하철 5호선 김포공항역에서 발생하여, 승객 김 모 씨(36세)가 사망한 열차 사상 사고이다.

## 원인

### 1차적 원인
사고의 발단은 제 5016열차(536편성)가 김포공항역에서 출발하려던 순간, 미처 내리지 못한 김 모씨가 인터폰을 이용해 열차를 세우고 문을 열어달라고 하면서부터였다. 그러나 김 모씨의 요청에 열린 문은 열차의 문이었고, 스크린도어는 열리지 않았다. 김 모씨는 결국 수동으로 스크린도어를 열고자 하였고, 열차 문이 닫히게 되면서 스크린도어와 열차 사이에 끼게 되었다. 여기서 1차적 원인은, 노후화된 서울도시철도 5호선 김포공항역의 스크린도어에 끼인 사람을 감지하지 못한 것이었다. 또한, 김포공항역을 비롯한 서울도시철도공사 소속 대부분 역사에 설치된 스크린도어 센서는 문이 닫히면 작동이 멈추도록 설계돼 있어 사람이나 물체를 감지하지 못하는 것으로 알려졌다.

### 2차적 원인
2차적 원인은, 출입문은 열렸지만, 스크린도어는 열리지 않으면서 김 모씨가 스크린도어를 강제로 열려고 했으나, 열리지 않았던 것이다. 김포공항역 스크린도어는 서울 지하철 역 중에서 유일하게 출입문과 스크린도어가 연동되어 동작하지 않는 역인데, 또한 스크린도어는 한번 닫히면 강제로 열 수 없으므로 27초 후, 출입문이 닫히고, 열차가 출발하면서 김 모씨는 7.2m를 끌려가다 비상문에 튕겨 나가면서 사망에 이르게 된 것으로 조사된다. 또한 이로 인해 김포공항역 스크린도어는 재시공이 결정되어 기존 스크린도어를 철거, 새로운 스크린도어를 설치하였다.

## 부검
부검 결과 김 모씨의 잠정 사인은 다발성 장기손상이다.

## 같이 보기
- 구의역 스크린도어 사망 사고